# Lippe (Marl)
Mit Lippe und Oelde, gelegentlich auch komplett mit nur einem von beiden Namen, wurde eine Bauerschaft im Vest Recklinghausen und im Amt Marl bezeichnet, die sich in die Teilbauerschaften Lippe im Westen und Oelde im Osten gliederte. Während Oelde praktisch komplett im Chemiepark Marl aufgegangen ist, bildet Lippe heute einen in großen Teilen noch immer bauerschaftlich gebliebenen Stadtteil im Nordwesten Marls, Kreis Recklinghausen, Nordrhein-Westfalen.

## Lage und Gliederung

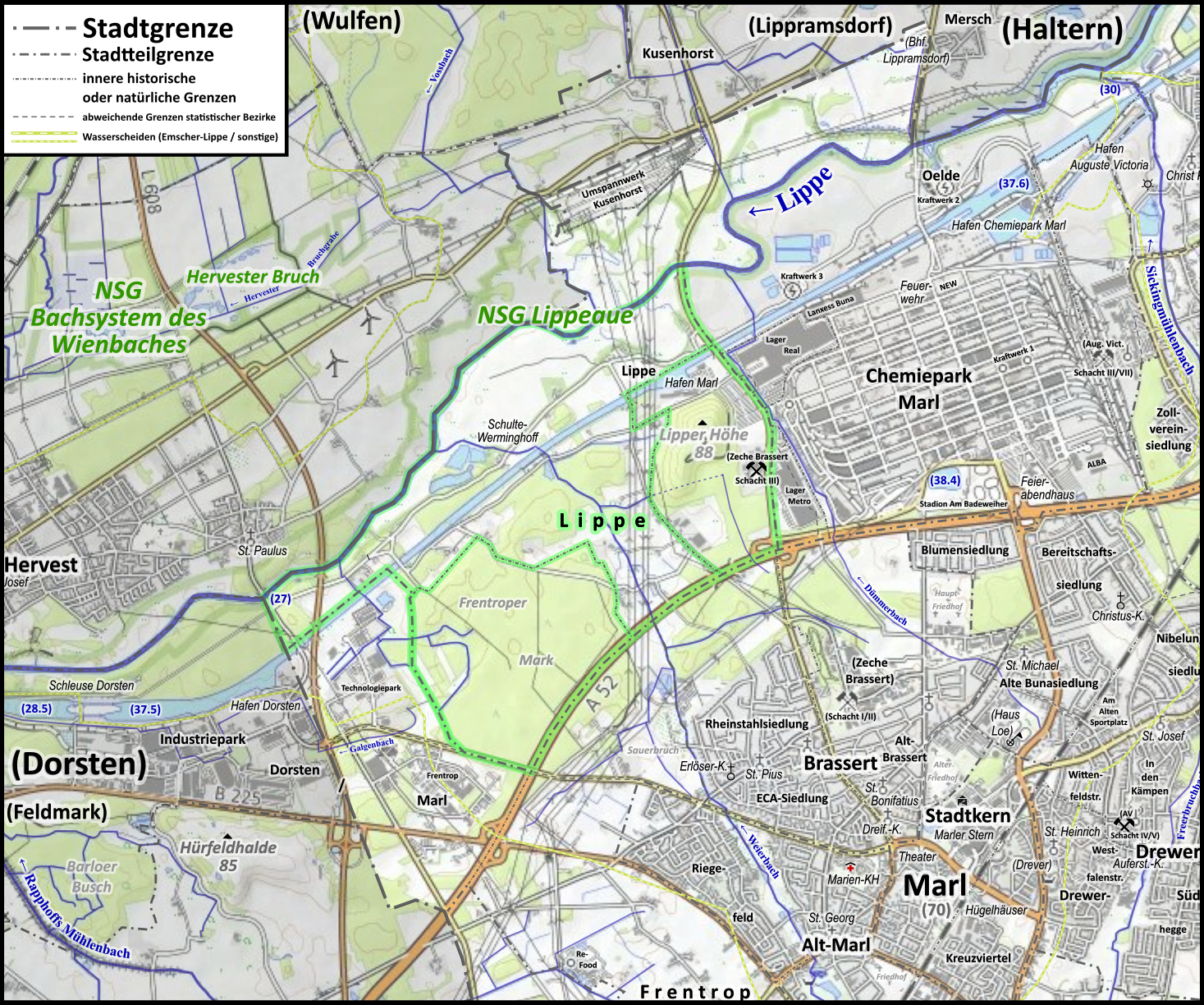
Karte des Stadtteils Lippe

Lippe liegt im äußersten Nordwesten Marls mit Dorsten-Hervest  jenseits der Lippe im Nordwesten, dem Chemiepark Marl jenseits der Brassertstraße/Wulfener Straße im Nordosten, Brassert jenseits der A 52 im Südosten und dem ebenfalls bauerschaftlichen Frentrop im Süden, das nach Südosten, zum sogenannten Sauerbruch, ebenfalls durch die A 52 abgegrenzt wird. Nach Südwesten grenzt der Alte Hervester Weg den Technologiepark Frentrop, Teil des Industrieparks Dorsten / Marl ab.

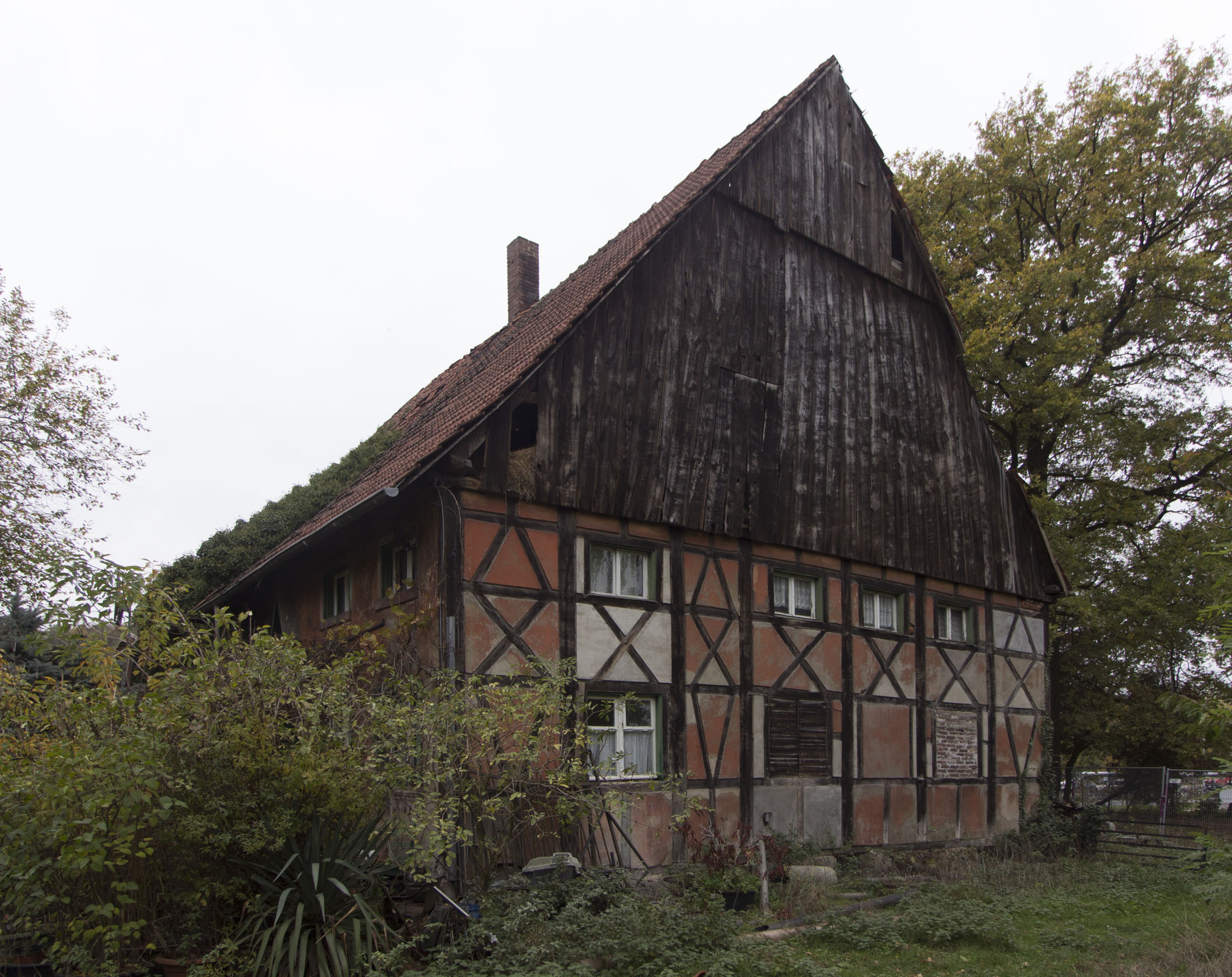
„Stattliches Bauernhaus“ an der Wulfener Str. 11, zwischen Halde und Chemiewerk

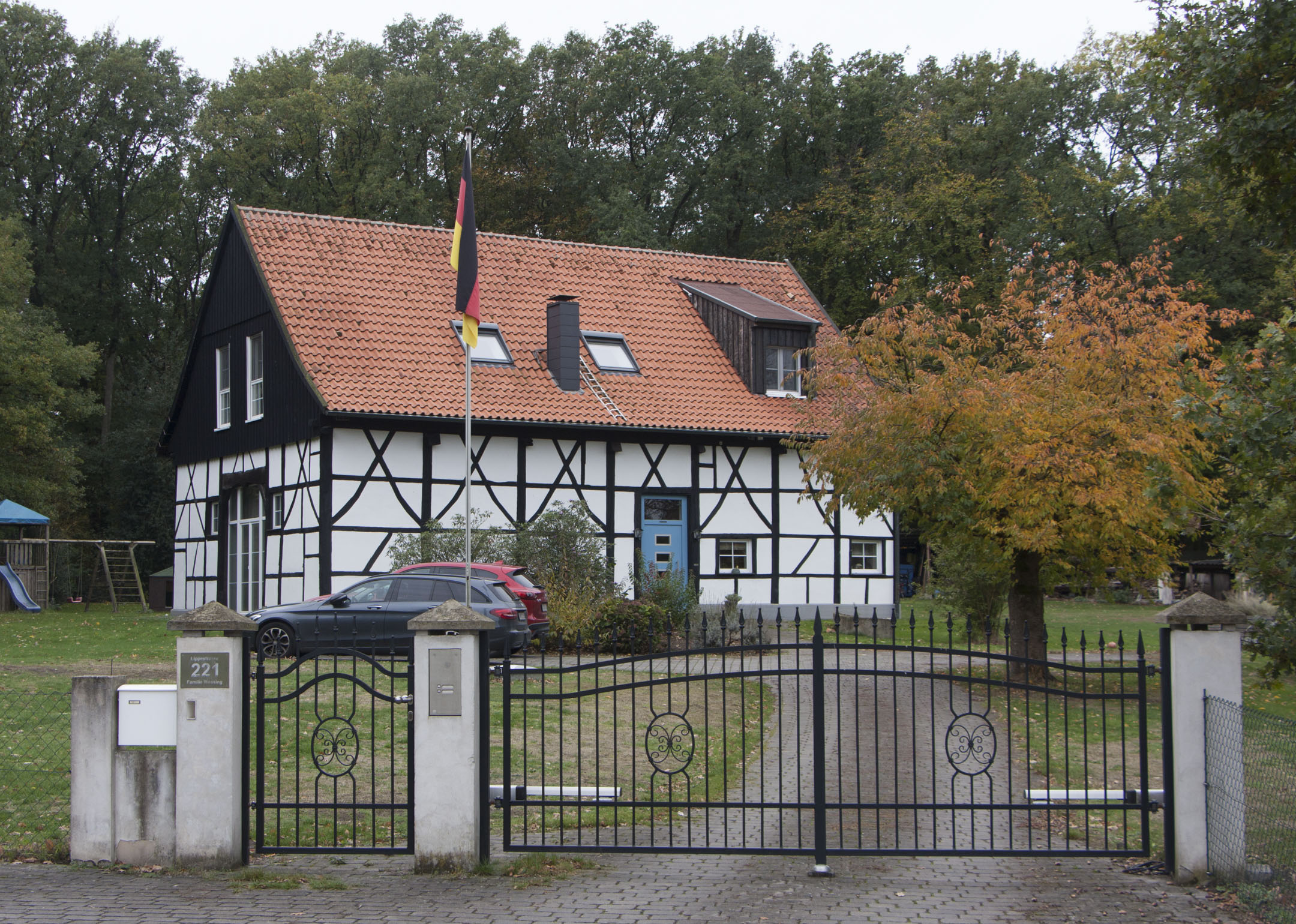
„Bauernhaus mit Brunnen“ an der Lippestr. 221, unmittelbar westlich der Halde

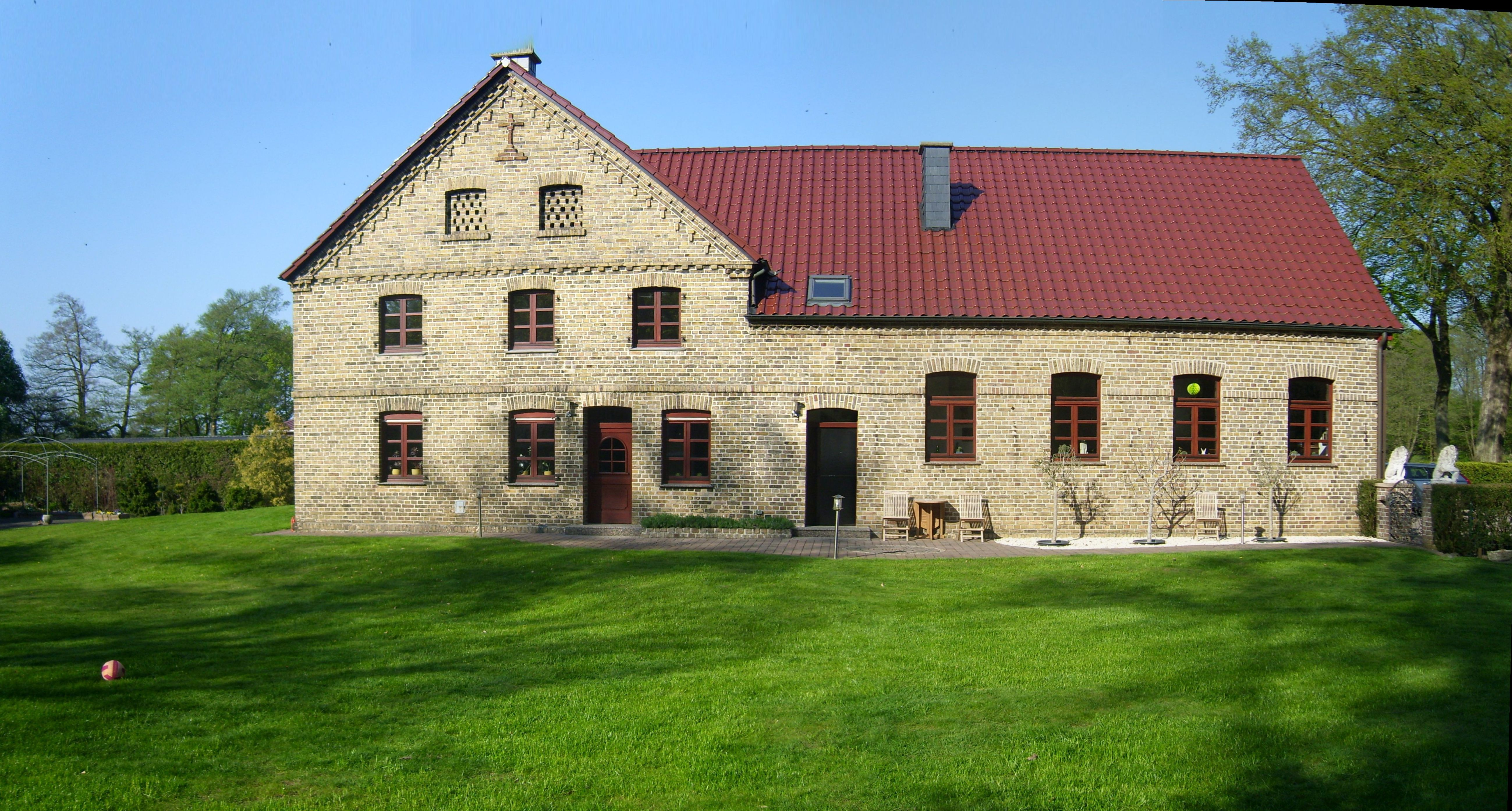
Schulte-Werminghoff, Lipphöfestr. 108

Den etwa 1,13 km² großen Ostteil Lippes bildet das ehemalige Gelände der Zeche Brassert (Schacht 3; ⊙) mit der Halde Lipper Höhe (88,1 m; ⊙), der Westerweiterung Chemiepark Marl und dem Hafen Marl(-Brassert) (⊙). Im Nordwesten liegt das bauerschaftliche Lippe (4,69 km²) um den gleichnamigen Wohnplatz  (⊙), dessen Gebiet nordöstlich des Kanals außerhalb der Bauernhöfe im NSG Lippeaue liegt. Im Südosten schließlich liegt der nie besiedelte, ununterbrochene Teil der Frentroper Mark (⊙; 1,75 km²), historisch zur Hälfte zu Frentrop gehörig.
Die Grenze zwischen diesen zusammen 7,57 km² einnehmenden Teilen sind in Teilen jedoch fließend: So steht das abgebildete Bauernhaus von 1711 an der Wulfener Straße 11 (⊙) mitten im Nordostteil zwischen Halde, Zechenschacht und Chemiewerk, während das von 1801 an der Lippestr. 221 (⊙) unweit westlich der Halde liegt. Unmittelbar jenseits der Unterführung des von Alt-Marl kommenden Weierbachs liegt der bereits auf der Preußischen Uraufnahme von 1842 verzeichnete Hof (J.) Schulte-Werminghoff (⊙), westlich davon befinden sich Fischteiche des Fischereivereins Marl. Einzige Brücke über den Kanal neben der an der Wulfener Straße zwischen Chemiewerk, Hafen und Wohnplatz Lippe ist die sogenannte Frentroper Brücke (⊙) im Westen, unweit des Frentroper Technologieparks. Ganz im Westen liegt, unterhalb der Brücke Buerer Straße / Hervester Dorfstraße, am Austreten der Lippe aus dem Stadtgebiet der niedrigste Punkt der Stadt auf etwa 27 m ü. NHN (⊙) und damit gut 10 m tiefer als der Kanalpegel, der erst an der folgenden Schleuse Dorsten von 37,5 m auf 28,5 m gesenkt wird.
Auch nordöstlich der den Hauptteil des Waldes begrenzenden Forststraße findet sich Wald der alten Frentroper Mark sowie, östlich des Weierbachs, der Drewer Mark, der sich mit Höfen und Feldern durchmischt. Auch unmittelbar südlich der A 52 finden sich in Frentrop (Nordwestrand des Sauerbruchs) verbliebene Teile der Frentroper Mark und im Norden Brasserts Überbleibsel der Drewer Mark.
Prinzipiell ist auch der 2,15 km² große, nördlich der Lippe gelegene nominelle Teil der Chemiezone mit dem früheren Bahnhof Lippramsdorf (⊙) unmittelbar westlich des Lippramsdorfer Weilers Mersch, von dem ebenfalls große Teile im NSG Lippeaue liegen, landschaftlich ähnlich und der Bahnhof wurde auch früher Oelde (⊙) zugeschrieben. Allerdings hatten Lippe und Oelde historisch nie Boden nördlich der Lippe – dieses Gebiet wurde erst vom Chemiewerk erworben und das NSG dürfte auch von dort als Ausgleichsfläche finanziert werden. Von dieser Fläche nimmt rund 0,25 km² das Umspannwerk Kusenhorst (⊙) der RWE ein, das nach der Lippramsdorfer Bauerschaft Kusenhorst benannt ist, aber fast komplett auf heutigem Marler Gebiet steht.

## Zuordnung zu statistischen Bezirken
Der Stadtteil Lippe entspricht weitgehend dem statistischen Bezirk mit dem etwas ungelenken und irreführenden Namen „Brassert Schlenkesiedlung – Arenberischer Forst“, jedoch ohne den nördlich der A 52 gelegenen Teil des Technologieparks Frentrop (0,85 km²) sowie heute ohne das Gebiet der früheren Schlenkesiedlung (0,19 km²), das komplett im Chemiepark aufgegangen ist, allerdings kein Chemieunternehmen, sondern das 8 ha große Metro-Hauptlager der REAL und METRO Logistics beherbergt, deren 14 ha großes Real-Hauptlager nördlich davon im alten Gebiet der Chemiezone angesiedelt ist. Der statistische Bezirk wurde nicht an diese Gebietsänderung angepasst, sodass nur die Südostecke des Metrolagers nominell im statistischen Bezirk des Chemieparks liegt.
Die Westerweiterung des Chemieparks ist, vom Metrolager abgesehen, schwer in einen vergrößerten Stadtteil umzuwandeln, da, wie angedeutet, sich im Nordostteil von Lippe die verschiedenen Landschaftsformen (Bauernhof, Industrie- und Gewerbegebiet, Wald) durchmischen.

## Geschichte
Lippe und Oelde bildeten jahrhundertelang eine Doppel-Bauerschaft unmittelbar südlich der Lippe, am Nordrand des Vest Recklinghausen. Dabei waren die namentlichen Wohnplätze Lippe und Oelde nie über die Größe kleiner Weiler hinaus gekommen, die Höfe verteilten sich lose über das gesamte bauerschaftliche Gebiet. Zwischen Lippe und Frentrop lag die Frentroper Mark, jenseits (rechts) des Alt-Marler Weierbachs lag zwischen Lippe/Oelde und Drewer die Drewer Mark – beides komplett unbesiedelte Wald- und Heidegebiete.
Mit der Errichtung des Wesel-Datteln-Kanals lagen beide Weiler und viele Höfe nunmehr in einer „Insel“ zwischen Kanal und Fluss. Marl war 1926 im Gesetz über die Neuregelung der kommunalen Grenzen im rheinisch-westfälischen Industriebezirke deutlich um anliegende frühere Bauerschaften erweitert worden und war auf dem Weg zur Stadtwerdung, was die Gemeinde vor allem den Zechen Brassert und Auguste Victoria zu verdanken hatte, die Brassert im Westen und das frisch eingemeindete Hüls im Osten zu stadtähnlichen Siedlungen mit ausgedehnten Kolonien machte. Einschneidend für Lippe und Oelde war jedoch der Beschluss, im Jahr 1938 die Chemischen Werke Hüls im Bereich der Drewer Mark, und zwar vor allem auf dem Oelde zugewandten Teil, zu errichten. Mit dem Anwachsen des Chemiewerks über die Jahrzehnte lag der WohnplatzOelde irgendwann mitten im Werk und auch die Teilbauerschaft Lippe büßte ihren Osten ein.
Inzwischen ist Oelde Wüstung und nur noch Namensgeber einer Brücke; seine „Rechtsnachfolger“ sind sozusagen das Chemiewerk und die Zollvereinsiedlung in Marl-Hamm, überdies liegt etwa die Hälfte der Blumensiedlung im äußersten Norden Drewers auf altem Oelder Grund. Demgegenüber hat sich Lippe weitgehend bauerschaftlich erhalten können und dürfte, zusammen mit Löntrop an der entgegengesetzten Seite Marls, heute der einwohnerschwächste Flächenstadtteil sein, sieht man mal vom Chemiewerk ab.
Von der Frentroper Mark ist heute ein großer zusammenhängender Teil in Lippe erhalten, der sich jenseits der A 52, am Nordwestrand des Frentroper Sauerbruchs, fortsetzt. Die Drewer Mark wird demgegenüber heute weitgehend vom Chemiewerk sowie dem wohnlich besiedelten Nordwestteil Drewers mit Alter Bunasiedlung, Blumensiedlung und Bereitschaftssiedlung sowie vom Brasserter Norden (Teile von Rheinstahlsiedlung und Alt-Brassert) eingenommen. Relikte finden sich jedoch in Lippe, im Norden Brasserts sowie östlich des Hauptfriedhofs (und südlich der Blumensiedlung). Das 7,36 km² große LSG Frentroper Mark enthält, vcm kleinen Teil jenseits des Friedhofs abgesehen, diese Teile beider Marken komplett sowie die Halde Lipper Höhe und reicht jenseits des Kanals unmittelbar bis zum NSG Lippeaue, dort nach Westen bis nach Dorsten-Feldmark im Wald nördlich des Industrieparks Dorsten / Marl.

## Globale Quellen
- Topographische Karte der Kreise des Regierungs-Bezirks Muenster, Blatt 08 - Kreis Recklinghausen (1845)
- Preußische Uraufnahme, Blätter Marl und Recklinghausen (1842)[1]
- Preußische Neuaufnahme / Messtischblätter
  - Blatt Marl 1892[1] / 1894 / 1907 / 1913 / 1921[7] / 1925[8]  / 1931 / „1936–1845“(≈1942)[1] / 1942 / 1949 / 1953 / 1959 / 1966 / 1972 / 1976 / 1980 / 1989 / 2000
- Karte des Deutschen Reiches 1 : 100.000, Ende 19. Jahrhundert (nebenstehend)
- Topographische Übersichtskarte des Deutschen Reichs 1 : 200.000, Blatt Wesel 1939[9][10]
- Karte der Stadtteile Marls zwischen 1841 und 1975[11]
- Karte der statistischen Bezirke Marls, Stand April 2010[4]